# Петру VII Козак
Петру VII Козак (рум. Petru VII Cazacul; помер 1592) — господар Молдавського князівства з серпня по 25 жовтня 1592 року.

## Життєпис
Дані про його походження невизначені. За одним із припущень, він був незаконнонародженим сином господаря Олександра IV Лопушанина.
Захопив владу після Олександра Злого за підтримки Польщі.
Своє прізвисько «Козак» отримав за хороші стосунки із запорізькими козаками, які надавали йому значну політичну та військову підтримку.
Згідно зі збереженими документами, зокрема, листуванням, господар підтримував стосунки з королем Філіппом II Іспанським, австрійськими Габсбургами, османським султаном Мурадом III та польським великим коронним гетьманом Яном Замойським.
Правління Петру VII Козака викликало невдоволення Блискучої Порти, що розглядала Молдавське князівство як сферу своїх інтересів. Новий господар спробував створити антиосманську лігу, надіславши відповідні пропозиції полякам, а також трансільванському князю Жигмонду Баторі.
За наказом султана, проти Петру було відправлено війська з Трансильванії та Туреччини. Загін у 2 тисячі осіб на чолі з полководцем Гаспаром Сібриком просувався зі сходу, а з південного напрямку наступав Арон Тиран з армійським корпусом бейлербея Румелії під керівництвом Велі-Аги.
Петру відтіснив війська на східному фронті, закликав на допомогу козаків і висунувся, щоб дати відсіч туркам на півдні, проте після повторного нападу Сібрика зі сходу 11-12 жовтня 1592 року заховався в Яссах і намагався чинити опір у прилеглих лісах.
Незважаючи на інтенсивний спротив господаря, його вдалося взяти в полон, після чого він був відправлений до Константинополя і страчений через удушення 25 жовтня 1592 року.
На молдавський престол вдруге зійшов Арон Тиран, призначений 18 вересня 1592 року господарем Молдавського князівства.